# Кукарі (рід)
Родина Кукарів (лат. de genere Cucar, Cucarorum, Chucarorum, Cucar, Cucari, Cuccari, Chucar, Chuchar, Chucharo, Kukarow, Kukarorum) — одна із дванадцяти знатних родин Королівства Хорватія, згаданих у Pacta conventa та Супетарському картулярії.

## Етимологія
Етимологічне походження невідоме. У дослідженні це було пов'язано з особистим іменем білого хорвата Клоукаса, одного із семи братів і сестер, які очолили хорватські племена під час їх міграції до сучасної Хорватії згідно з Про управління імперією (Х століття).

## Історія
Найдавнішим відомим предком роду є жупан Угрин Кукар, один із дванадцяти шляхтичів, згаданих у Pacta conventa (1102). За додатком до Супетарського картулярію, одним із банів у Королівстві Хорватія до смерті хорватського короля Деметрія Звоніміра був Стефан Кучар, а також Слауаз Кукар за часів короля Презимира з роду Кукар. Існує ймовірність, що певний Петар, якого представники міста Спліт послали до короля Угорщини Ладіслава I, теж був з цього роду.
Перша достовірна згадка про рід датується 1177-78 роками в районі Подстрана (біля Сплита), де була розташована «територія Кукарі» (territorium Cucarorum). В історичних джерелах вони частіше згадуються в XV столітті, коли згадується про проживання в Луцькій жупанії, навколо Островиці, Задара, Шибеника та Скрадина. Їхній центр був у глибинці Скрадіна, між селами Будак (Будачичі, Групальці, Туловці), Ракитница, Кркович і Чулишич (колишній Кулишич). У 1406 році колишнє село Біляне, сьогодні хутір і частина Сонковича біля Скрадіна, також було названо Кукар, що збереглося до сьогодні як топонім ближнього пагорба, а також тут було джерело та потік Кокур. У 1434 році топонім Кукар пов'язаний з двома іншими селами поблизу Ждрапаня та на схід від Врлики.
Вважається, що до XV століття рід розпався на родинні гілки, включаючи Кулішичів (з якого виник Милутиничі, 1497), Мірогерутичів (1428), Будачичів (1428), Цвітоєвичів (1484), і Гатежевичів (1492). Одна гілка з Крковича поблизу Брибира була названа Шубичами (Georgius Swbych de genere Kukarorum, 1443), можливо, пов'язана з родиною Шубичив, але спорідненість неясна. Першими достовірно зареєстрованими членами є Ніклеуш і Цвітой Будачич, сини померлого Марко Кукара, у 1393 році. Нащадок Цвітоя Іван Цвітоєвич у 1484 році продав маєтки в кількох селах. У 1419 та 1428 рокахПавао Будачич із Криковича згадується як шляхетський суддя в Подграді Луцької жупанії. У 1447 р. згадується Вукша, син Богдана Кузьмича, судді в Тині біля Бенковаця, та його дядька Міхаеля Шибиці про продаж усіх маєтків у Туловцях. Шляхтич зі Скрадина і громадянин Задара Стипша Стипшич продав маєтки в окрузі Скрадин в 1454 році, а в 1457 і 1461 роках поблизу Задара. Шляхетними суддями в Луцькій жупанії у 1490-х роках були також Павао Гетежевич і Стипан Мишленович. Остання відома згадка про рід на території Задара датується 1581 роком «магістром Матією» на Пазі.
Вважається, що рід Кокаричів, згаданий у XV столітті в Задарі та Шибенику, не є частиною Кукарів.